# Kevin McDonald (piłkarz)
Kevin David McDonald (ur. 4 listopada 1988 w Carnoustie) – szkocki piłkarz występujący na pozycji pomocnika w Fulham.

## Kariera klubowa

### Dundee
W 2005 roku został włączony do pierwszej drużyny Dundee F.C. Zadebiutował 13 września tego samego roku w meczu Scottish Challenge Cup z Hamilton Academical. W lidze pierwszy raz zagrał cztery dni później w spotkaniu Scottish First Division z St. Johnstone (1:1). 10 grudnia w wygranym 4:0 meczu z St. Mirren zdobył swoją pierwszą bramkę dla Dundee. Sezon 2005/2006 zakończył z 33 występami we wszystkich rozgrywkach. W czerwcu 2006 roku Dundee odrzuciło ofertę Celtiku, który zaproponował kupno McDonalda za 75 tysięcy funtów. Zawodnik był także łączony z Rangers i Tottenhamem Hotspur. Przez następne dwa sezony McDonald rozegrał jeszcze 72 spotkania, w których zdobył 13 bramek. Poza tym w sezonie 2007/2008 został wybrany najlepszym piłkarzem roku w klubie.
W maju 2008 roku szkoleniowiec Dundee – Alex Rae oznajmił, że McDonald może opuścić klub, gdy otrzyma dobrą propozycję. W tym samym miesiącu klub odrzucił ofertę Burnley (250 tysięcy funtów). Wcześniej zainteresowanie piłkarzem wyrazili także: Everton, West Bromwich Albion, Plymouth Argyle i Crystal Palace. W 2010 roku został wypożyczony do Scunthorpe United.

### Burnley
Ostatecznie 24 czerwca 2008 roku za 500 tysięcy funtów przeszedł do Burnley. Podpisał z tym klubem kontrakt na trzy lata. Zadebiutował tam 12 sierpnia w meczu Pucharu Ligi z Bury. 16 sierpnia w spotkaniu z Ipswich Town po raz pierwszy zagrał w lidze angielskiej. 29 listopada 2008 roku w spotkaniu Football League Championship z Derby County zdobył swoją pierwszą bramkę dla Burnley. Ogółem w sezonie 2008/2009 wystąpił 33-krotnie. Wraz ze swoim zespołem awansował także do Premier League po wygranej w finale play-offów z Sheffield United. W spotkaniu tym McDonald nie zagrał.
29 sierpnia 2009 roku zadebiutował w Premier League, w spotkaniu z Chelsea. 7 listopada w meczu z Manchesterem City (3:3) strzelił swoją pierwszą bramkę w najwyższej klasie rozgrywkowej w Anglii

### Sheffield United
W sierpniu 2011 roku podpisał roczny kontrakt z Sheffield United.

### Wolverhampton Wanderers
14 sierpnia 2013 roku McDonald podpisał trzyletni kontrakt z Wolverhampton Wanderers

### Fulham
22 lipca ogłoszono transfer Kevina McDonalda do Fulham za kwotę 1,75 miliona euro

## Kariera reprezentacyjna
McDonald ma za sobą występy w reprezentacji Szkocji U-19. 21 sierpnia 2007 roku zadebiutował w kadrze do lat 21 w wygranym 1:0 meczu z Czechami. 26 marca 2008 roku w spotkaniu z Finlandii zdobył pierwszą bramkę dla reprezentacji U-21. Rozegrał w niej 13 spotkań.

## Statystyki

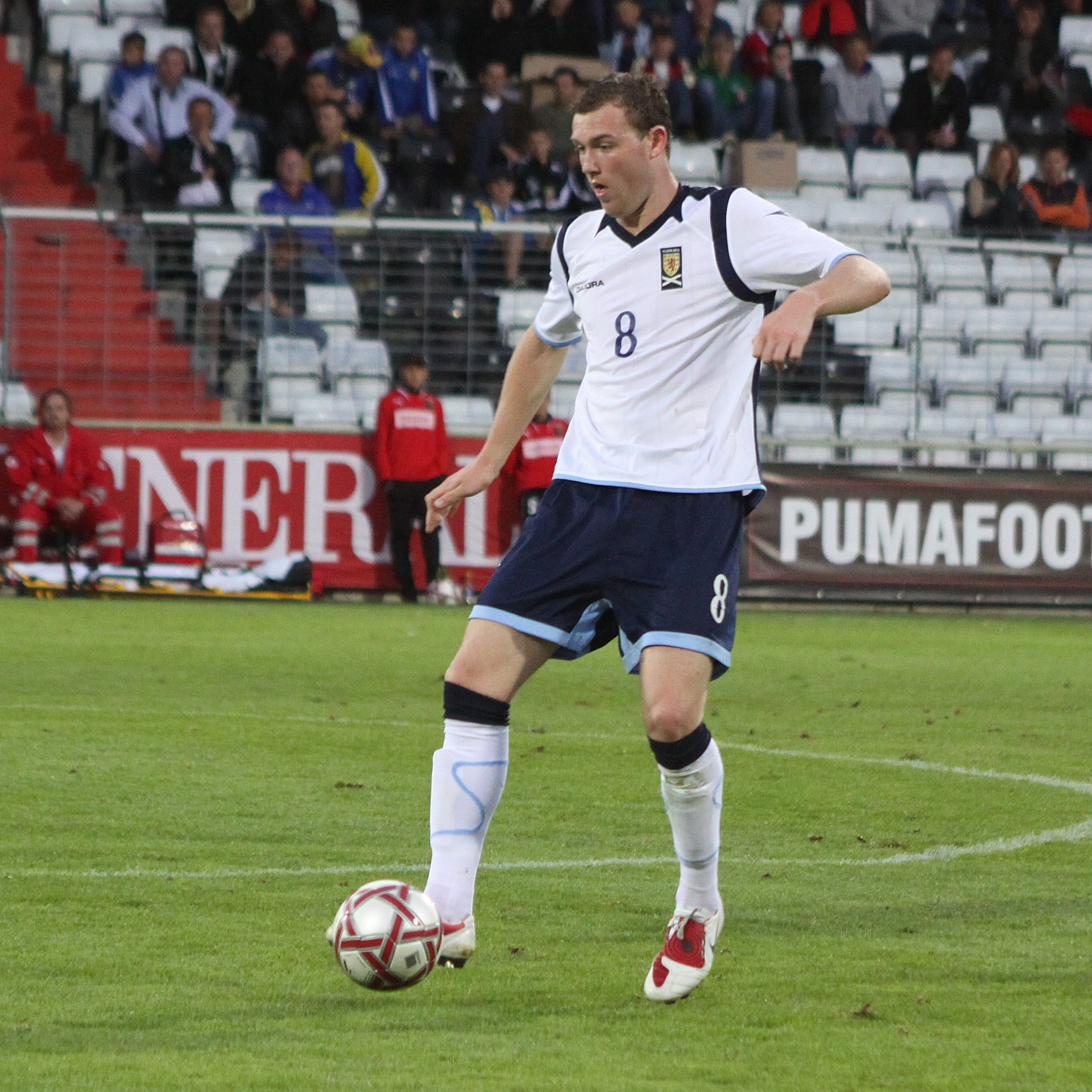
Kevin McDonald w meczu reprezentacji Szkocji U-21

Stan na 4 kwietnia 2019 r.
| Klub                    | Sezon     | Liga    | Liga | Puchar kraju | Puchar kraju | Puchar Ligi | Puchar Ligi | Inne    | Inne | Łącznie | Łącznie |
| Klub                    | Sezon     | Występy | Gole | Występy      | Gole         | Występy     | Gole        | Występy | Gole | Występy | Gole    |
| ----------------------- | --------- | ------- | ---- | ------------ | ------------ | ----------- | ----------- | ------- | ---- | ------- | ------- |
| Dundee F.C.             | 2005/2006 | 26      | 3    | 6            | 0            | 0           | 0           | 1       | 0    | 33      | 3       |
| Dundee F.C.             | 2006/2007 | 30      | 2    | 1            | 0            | 1           | 0           | 1       | 0    | 33      | 2       |
| Dundee F.C.             | 2007/2008 | 34      | 9    | 2            | 1            | 3           | 1           | 0       | 0    | 39      | 11      |
| Dundee F.C.             | Łącznie   | 90      | 14   | 9            | 1            | 4           | 1           | 2       | 0    | 105     | 16      |
| Burnley                 | 2008/2009 | 25      | 1    | 2            | 0            | 5           | 2           | 1       | 0    | 33      | 3       |
| Burnley                 | 2009/2010 | 26      | 1    | 2            | 0            | 2           | 0           | 0       | 0    | 30      | 1       |
| Burnley                 | 2010/2011 | 0       | 0    | 0            | 0            | 1           | 1           | 0       | 0    | 1       | 0       |
| Burnley                 | Łącznie   | 51      | 2    | 4            | 0            | 8           | 3           | 1       | 0    | 64      | 5       |
| Scunthorpe United       | 2010/2011 | 5       | 1    | 0            | 0            | 0           | 0           | 0       | 0    | 5       | 0       |
| Notts County            | 2010/2011 | 11      | 0    | 0            | 0            | 0           | 0           | 0       | 0    | 11      | 0       |
| Sheffield United        | 2011/2012 | 31      | 3    | 3            | 0            | 0           | 0           | 4       | 0    | 38      | 0       |
| Sheffield United        | 2012/2013 | 45      | 1    | 3            | 0            | 1           | 0           | 2       | 0    | 51      | 0       |
| Sheffield United        | 2013/2014 | 1       | 0    | 0            | 0            | 1           | 0           | 0       | 0    | 2       | 0       |
| Sheffield United        | Łącznie   | 77      | 5    | 6            | 0            | 2           | 0           | 6       | 0    | 91      | 5       |
| Wolverhampton Wanderers | 2013/2014 | 41      | 5    | 1            | 0            | 0           | 0           | 2       | 0    | 44      | 0       |
| Wolverhampton Wanderers | 2014/2015 | 46      | 0    | 1            | 0            | 0           | 0           | 0       | 0    | 47      | 0       |
| Wolverhampton Wanderers | 2015/2016 | 33      | 3    | 1            | 0            | 1           | 0           | 0       | 0    | 35      | 0       |
| Wolverhampton Wanderers | Łącznie   | 120     | 8    | 3            | 0            | 1           | 0           | 2       | 0    | 126     | 8       |
| Fulham                  | 2016/2017 | 43      | 3    | 3            | 0            | 0           | 0           | 2       | 0    | 48      | 3       |
| Fulham                  | 2017/2018 | 42      | 3    | 1            | 0            | 0           | 0           | 3       | 0    | 46      | 3       |
| Fulham                  | 2018/2019 | 15      | 0    | 0            | 0            | 1           | 0           | 0       | 0    | 16      | 0       |
| Fulham                  | Łącznie   | 100     | 6    | 4            | 0            | 1           | 0           | 5       | 0    | 110     | 6       |
| Łącznie                 | Łącznie   | 454     | 37   | 26           | 1            | 16          | 4           | 16      | 0    | 512     | 42      |